# مرغ بهشتی جنگلی دم‌دراز
مرغ بهشتی جنگلی دم‌دراز (نام علمی: Paradigalla carunculata) نام یک گونه از سرده مرغ بهشت جنگلی است.